# María, la del barrio (canción)
«María, la del barrio» es una canción de la cantante mexicana Thalía, incluida en su cuarto álbum de estudio, En éxtasis. También fue el tema principal de la telenovela homónima, María, la del barrio, protagonizada por Thalía y Fernando Colunga. La canción fue lanzada primero en una versión editada el 24 de julio de 1995, día de estreno de la telenovela, mientras que su lanzamiento como sencillo fue en enero de 1996. El éxito de la telenovela colaboró a que la canción sea un clásico de Thalía.[cita requerida]
La letra de la canción cuenta la historia de una muchacha que de muy chica quedó huérfana, y su suerte cambia al enamorase locamente de un hombre, el cual la abandona, y ella que al volverse señora abandona a su hijo, luego se le ve arrepentida de ello. El video musical de la canción, igual que el de los temas principales de Maria Mercedes y Marimar, muestra escenas de la telenovela.

## Información general
"María, la del barrio" se estrenó por primera vez en una versión editada como tema principal de la telenovela del mismo nombre en julio de 1995. Con el éxito de los sencillos anteriores de Thalía, "Piel morena" y "Amándote", "María, la del barrio" fue elegida para ser el tercer sencillo de su cuarto álbum, En éxtasis.
Lanzada después como sencillo y en la versión completa en enero de 1996, "María, la del barrio" se convirtió en un éxito instantáneo. La popularidad de la canción fue tan grande como "Piel morena" e incluso mayor en algunos países. Thalía promocionó la canción en varios programas de televisión, eventos, premios y conciertos.
Con el creciente éxito de la telenovela, el sencillo también se hizo más popular, logrando una gran difusión y múltiples certificaciones en todo el mundo. Se considera uno de los clásicos de Thalía. Se rumoreó que mordió a una actriz en una escena donde, debido a un fallo de iluminación, no había luz.

## Desempeño comercial
En 1995, "María, la del barrio" fue una canción muy popular en Centro y Sudamérica antes de su lanzamiento original. Con la transmisión de la telenovela en más de 150 países, la canción fue lanzada oficialmente como sencillo y se convirtió en un éxito en varios países.
Al igual que los sencillos temáticos de las telenovelas anteriores de Thalía -"María Mercedes" y "Marimar"- "María, la del barrio" fue una de sus canciones más populares en países sin un fuerte mercado fonográfico en español. Fue un sencillo número uno en más de 20 países.
Con el éxito fenomenal en Filipinas, donde fue la canción más tocada en 1997, Thalía grabó la canción en versión tagalo, con el título "Mariang Taga-Barrio". Fue parte de su álbum filipino Nandito Ako (1997).

## Video
El video musical oficial de la canción se transmitió por televisión varias veces y hoy se considera un material poco común en su carrera. Dirigido por Beatriz Sheridan, el video consta de un metraje como se ve en la apertura de la telenovela, pero sin créditos y usando la canción completa, con escenas extra y exclusivas.

## Versión
1. Álbum Versión
2. Cortina de Novela
3. Banda Versión
4. Tagalog Versión